# Euglossa asarophora
Euglossa asarophora là một loài Hymenoptera trong họ Apidae. Loài này được Moure & Sakagami mô tả khoa học năm 1969.